# Râul Bâzgele
Râul Bâzgele este un curs de apă, afluent al Râului Galben. 

## Hărți
- Harta Munților Parâng [nefuncțională – arhivă]